# Idioma papabuco
El idioma papabuco; es una de las lenguas zapotecanas que podría estar extinta en los años venideros. En 2010 se reportó la existencia de dos hablantes de este idioma en Oaxaca. El territorio donde se habló papabuco abarcaba sectores de la Región de la Sierra, comprendida entre los municipios de San Juan Elotepec, Santiago Textitlán y Santa María Zaniza.
En el pueblo de Elotepec, Oaxaca están los últimos hablantes del papabuco.

## Clasificación
Desde el punto de vista léxico el papabuco parece algo más cercano a algunas variedades de zapoteco que al chatino. Sin embargo, algunos autores consideran que podría constituir una rama independiente del zapotecano.